# Anniversario della nascita del Libertador Simón Bolívar
L'Anniversario della nascita del Libertador Simón Bolívar (in spagnolo Aniversario del Nacimiento del Libertador Simón Bolívar) è una ricorrenza di molti paesi del sud America per celebrare l'anniversario della nascita del generale e rivoluzionario venezuelano Simón Bolívar,  il Libertador dell'America.
L'Anniversario della nascita si celebra il 24 luglio di ogni anno: Simón Bolívar infatti nacque il 24 luglio 1783.
Bolívar è, ancora oggi, considerato il grande eroe della lotta per l'indipendenza e l'unità dell'America Latina.
Questa lotta ha portato al processo di indipendenza di paesi come Ecuador (con il Primer Grito de Independencia), Colombia, Perù, Bolivia e Venezuela, e ha ispirato altri processi rivoluzionari del continente sudamericano e ha reso possibile così l'indipendenza dalla Spagna.